# Велике Кикерино
Велике Кикерино (рос. Большое Кикерино) — присілок у Волосовському районі Ленінградської області Російської Федерації.
Населення становить 69 осіб. Належить до муніципального утворення Калитинське сільське поселення.

## Історія
Від 1 серпня 1927 року належить до Ленінградської області.

## Населення
| 1848 | 1862 | 1997 | 2007 | 2010 | 2013 | 2017 |
| ---- | ---- | ---- | ---- | ---- | ---- | ---- |
| 133  | ↘104 | ↘30  | ↘28  | ↗56  | ↘33  | ↗69  |